# Grafkelder van Nassau-Bergen

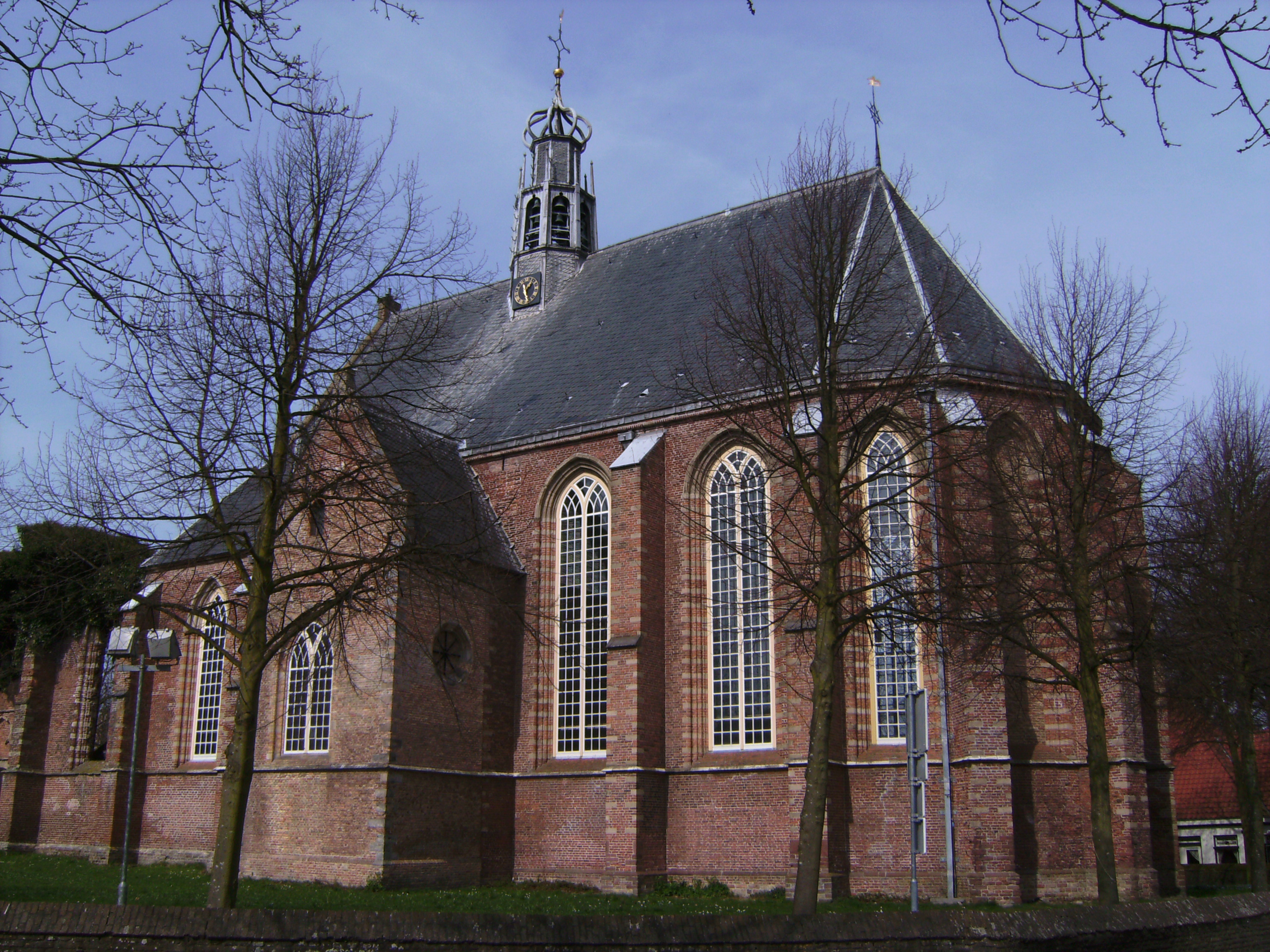
Ruïnekerk te Bergen
met de grafkelder van Nassau-Bergen

De Grafkelder van Nassau-Bergen bevindt zich in de Ruïnekerk te Bergen.
In de grafkelder zijn de stoffelijke overschotten bijgezet van:
- Willem Adriaan II van Nassau-LaLecq 15 februari 1704 – 21 oktober 1759,[1] vader van Wigbold Adriaan van Nassau en zoon van Lodewijk Adriaan van Nassau-Odijk
- Hester (Anna) van Foreest 21 februari 1736 – 10 juni 1785,[2] echtgenote van Wigbold Adriaan van Nassau
- Adriana Petronella van Nassau-Woudenberg 22 februari 1757 - 7 april 1789,[3] dochter van Wigbold Adriaan van Nassau
- Willem Lodewijk van Nassau 14 december 1727 – 26 juni 1792,[4] broer van Wigbold Adriaan van Nassau
- Wigbold Adriaan van Nassau 26 juni 1729 – 24 oktober 1797,[5] zoon van Willem Adriaan II van Nassau-LaLecq
- Adriana Petronella van der Does 19 april 1703 – 12 december 1770,[6] echtgenote van Willem Adriaan II van Nassau-LaLecq

Het Huis Nassau beschikt op andere plaatsen over meer grafkelders en praalgraven.